# Phyllophaga crassa
Phyllophaga crassa är en skalbaggsart som beskrevs av Hermann Burmeister 1855. Phyllophaga crassa ingår i släktet Phyllophaga och familjen Melolonthidae. Inga underarter finns listade i Catalogue of Life.